# Stilfontein
Stilfontein is  een Zuid-Afrikaanse mijnstad, gelegen tussen Klerksdorp en Potchefstroom in de provincie Noordwest. 
Stilfontein werd in 1949 opgericht als woongebied van drie grote goudmijnen, Hartebeesfontein, Buffelsfontein en Stilfontein. Stilfontein werd in 2005 getroffen door een aardbeving, die veel gebouwen in de stad vernielde en waarna de mijnen van Hartebeesfontein en Buffelsfontein gesloten werden en de "Stilfontein Gold Mining" in vereffening ging. "Simmer and Jack Mines" namen de mijnen over maar in 2006 deed zich een nieuwe ramp voor, waarbij door een brand 8 mijnwerkers in de mijn van Buffelsfontein omkwamen. De bevolking bedraagt 18.000 inwoners, met 56% blanken en 43% zwarten.
De Stilfontein-mijn werd in 2013 gesloten. Sinds de sluiting ervan is het een locatie voor illegale mijnbouwactiviteiten, waarbij illegale mijnwerkers, bekend als zama zamas, proberen de resterende goudvoorraden in de verlaten schachten te winnen. In november 2024 begon een crisis toen de overheid de illegale mijnbouw in wilde perken door het blokkeren van de uitgangen van belangrijke schachten, waardoor mijnwerkers ondergronds vast kwamen te zitten. Vele mijnwerkers waren niet in staat weer boven te komen, uit angst voor arrestatie of vergelding door criminele bendes die de mijnbouwactiviteiten controleren. Dit leidde tot vele doden door verhongering in de schachten.

## Subplaatsen
Het nationaal instituut voor de statistiek, Stats SA, deelt sinds de census 2011 deze hoofdplaats in vier zogenaamde subplaatsen (sub place):
Buffalo Ridge • Buffelsfontein Gold Mine • Stilfontein Gold Mine • Stilfontein SP.